# Distretto del Kameng Occidentale
Il distretto del Kameng Occidentale è un distretto dell'Arunachal Pradesh, in India. Il suo capoluogo è Bomdila.
Confina a nord con il Tibet, a ovest con il Bhutan, a nord-ovest con il distretto di Tawang e ad est con il distretto del Kameng Orientale, a sud confina con i distretti di Sonitpur e di Darrang dello stato indiano dell'Assam.
Il nome deriva da quello del fiume Kameng, un affluente del Brahmaputra.

## Geografia
Il territorio del distretto è per lo più montuoso, le principali formazioni montuose sono la catena del Sela, quella del Bomdila e quella del Chaku, che fanno parte del massiccio dell'Himalaya. L'altitudine della catena del Sela varia dai 4300 ai 4600 m s.l.m., il Sela pass raggiunge i 4180 m s.l.m.. 
I fiumi principali del distretto sono il Tenga, il Bichom e il Dirang Chu, tutti affluenti del fiume Kameng che a sua volta confluisce nel Brahmaputra.